# Rede Brasileira de Televisão Internacional
Rede Brasileira de Televisão Internacional (mais conhecida como RBTI) é um canal de televisão por assinatura independente. Sua cobertura atinge os Estados Unidos e o Canadá. Foi criado em 28 de abril de 2006 e retransmite programas do SBT, TV Cultura e RedeTV!, focado nos brasileiros que vivem no exterior.

## História
Sob um investimento de R$ 7 milhões, a RBTI estreou em 28 de abril de 2006 e transmitia somente a programação da Boa Vontade TV e da TV da Gente. Em junho, o canal estreou na Dish Network. Na época, o canal estava com um propósito de transmitir programas do SBT. Segundo o jornalista Daniel Castro, em sua coluna na Folha de S.Paulo, o canal havia adquirido direitos (não-exclusivos) da transmissão da Copa do Mundo FIFA de 2006.
Posteriormente, foi informado que o canal havia conseguido um acordo para transmitir programas da Band e do SBT e que o último havia conseguido os direitos de exclusividade de transmissão da Copa. Em comunicado, o SBT negou a parceria e a assinatura do contrato de exclusividade. A nota também afirma que o canal iria tomar "as devidas providências para resolver o caso". A Band também negou que teria feito parceria ou vendido qualquer atração à RBTI. Em resposta, o presidente do canal, Marcelo Espírito Santo, disse que o contrato entre a RBTI e o SBT previa apenas compra de conteúdo, como no caso da telenovela Éramos Seis, e criticou a publicação de notícias incorretas por parte de jornais brasileiros.
Em 3 de outubro de 2012, o canal deixou a Dish Network. Atualmente, a RBTI transmite programas da TV Gazeta e produções proprias.
Em 2013 a RBTI passa a ser transmitida em todo território Canadense pela operadoras Rogers Cable, Bell Fibe TV e Comwave canal 786. Hoje cobre 99% do território Canadense através de Cabo e IPTV